# Isla Pájaros, Sinaloa
Isla Pájaros är en ö i Mexiko. Den ligger utanför kusten vid staden Mazatlán och tillhör Mazatláns kommun i delstaten Sinaloa, i den centrala delen av landet. Arean är 0,58 kvadratkilometer.